# Carlos VII da Suécia
Carlos VII (c. 1130 – 12 de abril de 1167) – conhecido como Karl Sverkersson – foi rei da Suécia de 1161 até 1167.                                                                                                                                                Era filho do rei Suérquero I (Sverker, o Velho) e sua esposa a rainha Ulvilda.                                                                                                                             Foi reconhecido como rei da Östergötland a partir de 1158, e sobre todo o reino da Suécia a partir de 1161.                                                                                Foi assassinato em 1167, no castelo de Visingsö, por apoiantes de Canuto I (Knut Eriksson), da rival Casa de Érico.  
Durante o seu reinado, a diocese de Uppsala foi elevada a arquidiocese de Uppsala. 
| “ | O décimo terceiro foi o rei Karll, filho do velho Sverker. Ele desfrutou do nome do seu bom pai. Ele governou a Suécia com respeito e benevolência, e matou Magnus, o décimo quarto rei, em Örebro. E ele próprio morreu em Visingsö, e jaz em Alvastra com os seus pais. E o seu filho Sverker foi levado ainda recém-nascido para a Dinamarca, e a viagem foi deplorável. | ” |
| — Kungalängden (escrita por volta de 1240 pelo ”Padre de Vidhem” e anexada à Lei da Västergötland; conservada no manuscrito KB B 59 da Biblioteca Nacional da Suécia, | |   |

## Biografia
Quando seu pai, Suérquero I, foi assassinado em 1156, Carlos o sucedeu imediatamente como soberano de Gotalândia Oriental, mas não pode sucedê-lo no trono, pois Santo Érico foi eleito para tal fim. Após a morte de Santo Érico, o poder real foi usurpado pelo príncipe dinamarquês Magno Henriksen, com quem Carlos brigou militarmente para defender seu próprio direito ao trono. Na batalha de Örebro, em 1161, Carlos venceu Magno e, após ganhar as eleições para ser soberano da Suécia, se proclamou rei dos suíones e dos gautas.
Durante o governo de Carlos, foi fundado o primeiro arcebispado da Suécia com Estêvão de Uppsala como arcebispo de Uppsala. O rei também favoreceu com doações os convento de Alvastra, Vreta e Nydala. O primeiro documento escrito conservado na Suécia, data dos tempos do rei Carlos VII.
Seu reinado se caracterizou pelos confrontos com a família de Santo Érico, que ambicionava o poder. Estes confrontos resultariam na morte do próprio Carlos, que foi assassinado na ilha de Visingö, no lago Veter, por Canuto, filho de Santo Érico em 12 de abril de 1167.
Casou-se em 1163 com a dinamarquesa Cristina de Hvide, filha de Canuto Lavardo. Sabe-se que teve um filho, herdeiro da dinastia:
- Suérquero I, rei da Suécia.